# Orictites
Orictites is een geslacht van kevers uit de familie van de loopkevers (Carabidae). De wetenschappelijke naam van het geslacht is voor het eerst geldig gepubliceerd in 1931 door Andrewes.

## Soorten
Het geslacht Orictites omvat de volgende soorten:
- Orictites minotaur Andrewes, 1931
- Orictites mjoebergi Louwerens, 1964